# شين برتو
علي شيراز بور المعروف بـشين بَرتُو (24 ديسمبر 1907 – 15 أکتوبر 1997) کاتب قصصي وشاعر وصحفي إيراني. أسّس في عام 1930 مجلة "آرمان" (الأمل)، التي شكّلت منبراً لنشر كتابات عدد كبير من الأدباء والكتّاب البارزين في ذلك العصر، ومع ذلك، لم يصدر منها أكثر من عشرة أعداد. كان عضواً فاعلاً في جمعية الشعراء والأدباء الإيرانيين، وقد راسل العديد من الشعراء، وعلى رأسهم نيما يوشيج. شغل منصبَ سفير إيران في الهند لمدّةٍ من الزمن، وخلال تلك الفترة وجّه دعوة إلى صادق هدايت لزيارة بومباي، وأتاح له كامل إمكانات النشر التي كانت تملكها السفارة الإيرانية. يُعدّ من روّاد التجديد في الشعر الفارسي المعاصر، وتتميّز قصصه الكثيرة بمواضيعها الرائجة ذات الطابع العاطفي والتاريخي، وقد صيغت بلغة نثريةٍ شاعريّة رقيقة. صدرت له روايات ومجموعات قصصية وشعرية وكذلك عدة مسرحيات. وألّف شين پرتو مؤلّفاته بثلاث لغات، هي: الفارسية والفرنسية والإنجليزية، فكان كاتباً متعدّد اللغات والثقافات. رغم أنّه أمضى أكثر من ثلث سنوات عمره الأخيرة وهو كفيف، إلا أنّه لم يتوقّف عن الكتابة. 

## حياته
وُلِد علي شيراز بور يوم 22 ديسمبر 1897 في كنغاور بإيالة كرمانشاه القاجارية، وتُوفّيت والدته عند وضعه. وفَقَدَ جدَّه أيضاً في طفولته. قضى سنوات مراهقته بشغفٍ في طلب العلم، ثمّ هاجر إلى فرنسا لمواصلة مسيرته العلمية. كان قد تعلّم مسبقاً اللغة الفرنسية والإسبرانتو. بدأ في البداية بدراسة الطب، لكنّه سرعان ما عدل عن ذلك، ليتوجّه إلى دراسة الأدب الفرنسي. فحصل على شهادة الدكتوراه في التاريخ والأدب الفرنسي.  عاد إلى إيران قبيل نشوب الحرب العالمية الثانية.
بعد عودته إلى إيران، عمل في وزارة الخارجية، حيث عمل كقنصل عام لإيران في بغداد، ثم كسفير لإيران في الهند. وفي أثناء فترة خدمته، واصل نشاطه الثقافي، حيث تمّ تصحيح وترجمة وطبع النصوص الحديثة للأوبانيشاد باللغة الفارسية. دعا شين پرتو صادق هدايت ليزورَه في الهند، فقبل هدايت الدعوة. وبالإضافة إلى توفيره للمكان والزمان، والآلة الكاتبة، أتاح له كامل إمكانات النشر التابعة للسفارة الإيرانية. أسّس شين پرتو في إيران مجلة "آرمان" عام 1930 وقد تعاون مع هذه المجلة عدد من الأدباء البارزين، من بينهم عباس إقبال آشتیاني وبدیع الزمان فُروزان فر ومحمد تقي بهار، وعدد من الشعراء والكتّاب المعروفين في الأدب الإيراني.  فانخرط پرتو كعضو ناشط في جمعية الشعراء والأدباء الإيرانيين، وكان على صلة وثيقة بالذين يقيمون في طهران أو ضواحيها، بينما حافظ على تواصله المستمر مع من كانوا في مدن أخرى من خلال المراسلة. ومن أبرز من راسلهم شين پرتو على مدى سنوات طويلة كان الشاعر نيما يوشيج. في عقد خمسينات القرن العشرين، قام شين پَرتَو بنشر مقالاتٍ متعدّدة، وقصصٍ قصيرة، وأشعارٍ في عددٍ من المجلات والصحف الأدبية، وفي طليعتها مجلة "يغما".
نُشرت أولى قصص شين پرتو ضمن المجموعة القصصية التاريخية "أنيران" سنة 1931، إلى جانب أعمالٍ لكلّ من صادق هدايت وبُزُرك علوي. كان شين پَرتَو من الكتّاب الذين تأثّروا بالتيّارات القوميّة التي سادت عصره، فدفعه ذلك إلى كتابة الروايات التاريخيّة. وتُعتبر روايته "پَهلَوان زَند" (1933) عملاً بارزاً، إذ تتناول غزو آغا محمد خان لمدينة شيراز، والمجازر التي ارتُكبت بحقّ أهلها، وأسر لطف علي خان زند وموته. عُرف پرتو في مؤلّفاته برفضه للشرّ والفساد، وتغنّيه بالحياة. كتب العديد من القصص التاريخية والعاطفية، مزج فيها بين السرد والنَّفَس الشاعري، فخلَق ما يُشبه القصيدة المنثورة.
قضى شين پرتو ما يزيد عن ثلث سنوات عمره الأخيرة في حالة من العمى، غير أنّه تمكّن خلال هذه الفترة من تأليف ونشر ما يقارب عشرة مؤلّفات بحثيّة. صدر آخر مؤلّفاته الأدبية، وهي رسالة فلسفية تتناول التأمّل في الذات والحياة، باللغة الإنجليزية في لندن، وذلك قبل ثلاث سنوات من وفاته. كتب پرتو بعض القصص التاريخيّة بأسلوب نثري شاعري، وعُدَّت مؤلّفاته في عصره تجسيداً لما يُعرف بـ"الغزل المنثور".
توفي شين برتو يوم 15 أکتوبر 1997 في طهران.